# 吉恩·马库恩
吉恩·马库恩（法語：Jean Makoun，1983年5月29日—）是喀麦隆足球运动员，司职防守中場。

## 生平

### 俱乐部
马库恩早期在喀麦隆球队加鲁阿棉花、青年明星、雅温得霹雳的青年队接受训练。2001年加盟法甲球队里尔。
马库恩很快就占据球队的主力，在联赛中为里尔出场超过150次，并代表球队参加欧洲冠军联赛。他的表现受到很多球队的注意，包括英超球队阿森纳、托特纳姆热刺，意甲球队尤文图斯，法甲球队摩纳哥、马赛和里昂。
2008年6月16日，马库恩和法甲冠军里昂签约四年，转会费为1400万欧元，另外还有100万欧元的附加转会费。他在里昂身穿17号球衣，这个号码在2003年喀麦隆中场马克-维维安·福猝死后一度退役。
2010年2月16日，马库恩在2009/10赛季欧洲冠军联赛淘汰赛1/8决赛和皇家马德里的第一回合比赛中打进唯一的进球，帮助里昂队1比0击败对手。
2011年1月，马库恩以600萬英鎊身價转会加盟英超阿士東維拉，簽約三年半。1月25日，他在和威根竞技的联赛中首次代表维拉队出战。惟他一直未能融入球隊，只取得8場上陣機會。
2011年8月29日马库恩被借用到希超球會奧林比亞高斯一個球季，並可於借用結束後優先收購

### 国家队
马库恩曾经代表喀麦隆国家队参加2004年非洲國家盃、2006年非洲國家盃、2008年非洲國家盃、2010年非洲國家盃和2010年世界杯。